# Cerevajka
Cerevajka (cyr. Церевајка) – wieś w Serbii, w okręgu pczyńskim, w gminie Preševo. W 2002 roku liczyła 70 mieszkańców.